# Рахматуллаев, Улугбек Ибрагимович
Улугбек Ибрагимович Рахматуллаев (узб. Ulug'bek Ibrohimovich Rahmatullayev; род. 29 января 1982 года; Ташкент, Узбекская ССР, СССР) — узбекский эстрадный певец. Заслуженный артист Республики Узбекистан (2016).

## Биография

### Школьные времена
Улугбек Рахматуллаев родился 29 января 1982 года в городе Ташкенте, в районе старого города в узбекской семье из 5 детей: три сына и две дочери. Улугбек третий ребёнок в семье. В самом раннем детстве Улугбек был замечен в одной из изданий Ташкента. С этого момента начинались первые звездные шаги Улугбека Рахматуллаева. По его словам, даже когда он ходил в детский сад был «руководителем» «музыкальной группы», в состав которой входили девочки. С 1989 года он начал учиться в средней школе № 265 Юнусабадского района Ташкента. В связи с переездом в другой район с третьего класса он продолжил учиться в средней школе № 8 района Назарбек. Со школьных лет у него появились интерес и любовь к музыке. Он получал только отличные оценки по музыкальным предметам. В очередной раз, в связи с переездом, с шестого класса он учился в средней школе № 129. В девятом классе он поступил в лицей «Нафис Санъат» имени Алишера Навои, который находится в Чиланзарском районе Ташкента и продолжил там свою учёбу. В 1998 году Улугбек снова вернулся в среднюю школу № 8 района Назарбек.

## Начало карьеры
В 1999 году он поступил в Институт Востоковедения: факультет Истории. Во время учёбы в Институте осуществилась заветная мечта детства Улугбека. Это было знакомство с его наставником и учителем Фаррухом Бадалбаевым. Первую песню он записал в 2000 году в студии «Tarona Records». Название песни «Bu alam». В результате многолетнего труда с учителем Фаррухом Бадалбаевым он научился работать на профессиональном уровне. Первая работа, написанная для Улугбека Фаррухом Бадалбаевом — песня «Yorim». Это песня разрабатывалась в течение 9 месяцев.

### Профессиональная карьера
В 2006 году Улугбек познакомился с главным редактором радио «Zamin FM» Aйбеком Алиевом и благодаря ему впервые заключил контракт со студией «Panterra». 6-7 мая 2007 года Улугбек со своим другом певцом Сардором Рахимхоном выступили с совместной концертной программой «Yaqinlarimga» в концертном зале «Халклар Дустлиги» (который сейчас называется «Истиклол»). Этот концерт был первым в карьере Улугбека Рахматуллаева.
В 2007 году в августе месяце стал обладателем государственной награды «Nihol», который был создан в целях поддержки молодежи Узбекистана. В конце 2007 года он был награждён премией «M&TVA-2007» по номинациям «Лучший певец года», а также в номинации «Лучший клип года».
24 мая 2010 года он создал семью. 25 сентября того же года он выступил со своим первым сольным концертом «Капалак». На протяжения этих лет он выпустил несколько аудио альбомов таких как, «Sevma» (2006), «Sen ketding» (2008), «Kapalak» (2010). Кроме этого он представил ко внимание своих поклонников видеоматериалы своих концертных выступлений «Якинларимга» и «Капалак». В последующие годы появились хиты Улугбека Рахматуллаева как: Bemor, Omadim kelmadi, Layloyimsan, Kapalak, Chaqaloqlar, Nazira, Hafa qilding, Ranjitding meni, Не может быть,Qirmizi olma, Kabutarlar, Ey yurak, Yoshlik qaytmaydi и Yomg’irlar.
27 июня 2018 года решением Узбекконцерта был лишён лицензии. «Узбекконцерт» вернул Улугбеку Рахматуллаеву лицензию 11 июля 2018 года. Об этом сообщает пресс-служба «Узбекконцерт». 

## Награды
- Обладатель премии «Nihol»: 2007[источник не указан 512 дней]
- Премия «M&TVA-2007» в номинации «Лучший певец года»: 2007[источник не указан 512 дней]
- Премия «M&TVA-2007» в номинации «Лучший клип года»: 2007[источник не указан 512 дней]
- Премия E’tirof 2014 в номинации «Лучший певец года»: 2014[источник не указан 512 дней]
- Заслуженный артист Узбекистана: 2016[3]

## Фильмография
| Фильмы | Фильмы                | Фильмы                                         | Фильмы    | Фильмы                     |
| Год    | Название на русском   | Название на узбекском                          | Роль      | Примечания                 |
| ------ | --------------------- | ---------------------------------------------- | --------- | -------------------------- |
| 2005   |                       | Nahotki sen                                    | студент   | эпизод                     |
| 2006   |                       | Voy dod sumalak                                | Мумин     | Музыкальный фильм          |
| 2008   | Мадагаскар 2          | Madagaskar 2                                   | лев Алекс | озвучка (узбекский дубляж) |
| 2010   | Новый Тахир и Зухра 2 | Ada emas dada! Tohir va Zuhra 2 yangi talqinda | камео     | Музыкальный фильм          |
| 2012   | Ум и сердце           | Aql va yurak                                   | Ум        | фильм                      |

### Видеоклипы других исполнителей
| Год  | Клип      | Исполнитель | Роль  |
| ---- | --------- | ----------- | ----- |
| 2006 | «Xayolan» | Сетора      | Мумин |

## Альбомы
| Название    | Название на русском языке | Год выпуска |
| ----------- | ------------------------- | ----------- |
| Sevma       | Не люби                   | 2006        |
| Sen ketding | Ты ушла                   | 2008        |
| Kapalak     | Бабочка                   | 2010        |